# 松平宗弥
松平 宗弥（まつだいら むねみつ）は、江戸時代中期の常陸国笠間藩、のち遠江国浜松藩の世嗣。官位は従五位下・日向守、美作守、主税頭。

## 略歴
笠間藩2代藩主（のち浜松藩初代藩主）・松平資俊の次男として誕生。母は佐野勝由の娘。正室は松平定重の娘。
資俊の嫡男として育ち、元禄12年（1699年）徳川綱吉に御目見する。翌元禄13年（1700年）叙任し、宝永2年（1705年）には父と共に松平姓を賜る。しかし、家督相続前の正徳元年（1711年）に27歳で早世した。死去した時、長男・資順はまだ生まれておらず、弟はいずれも早世または他家に養子に出ていたため、母方の叔父である資訓が養子に迎えられ、代わって嫡子となった。